# Aristide Bruant
(Aristide Bruant, Le Chat Noir)
Aristide Bruant (Courtenay, 6 maggio 1851 – Parigi, 10 febbraio 1925) è stato un cantautore e cabarettista francese.

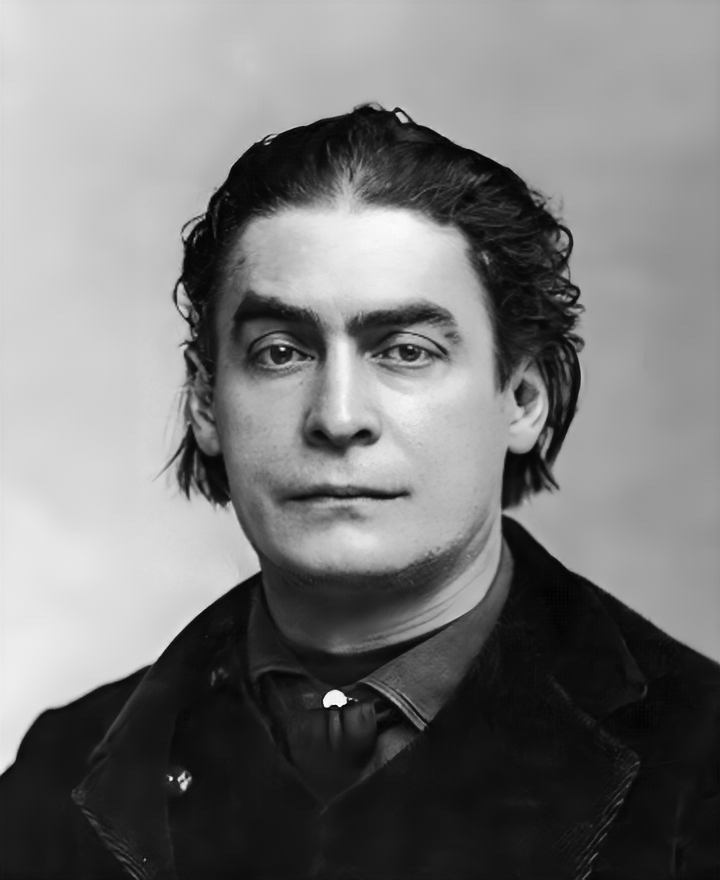
Aristide Bruant

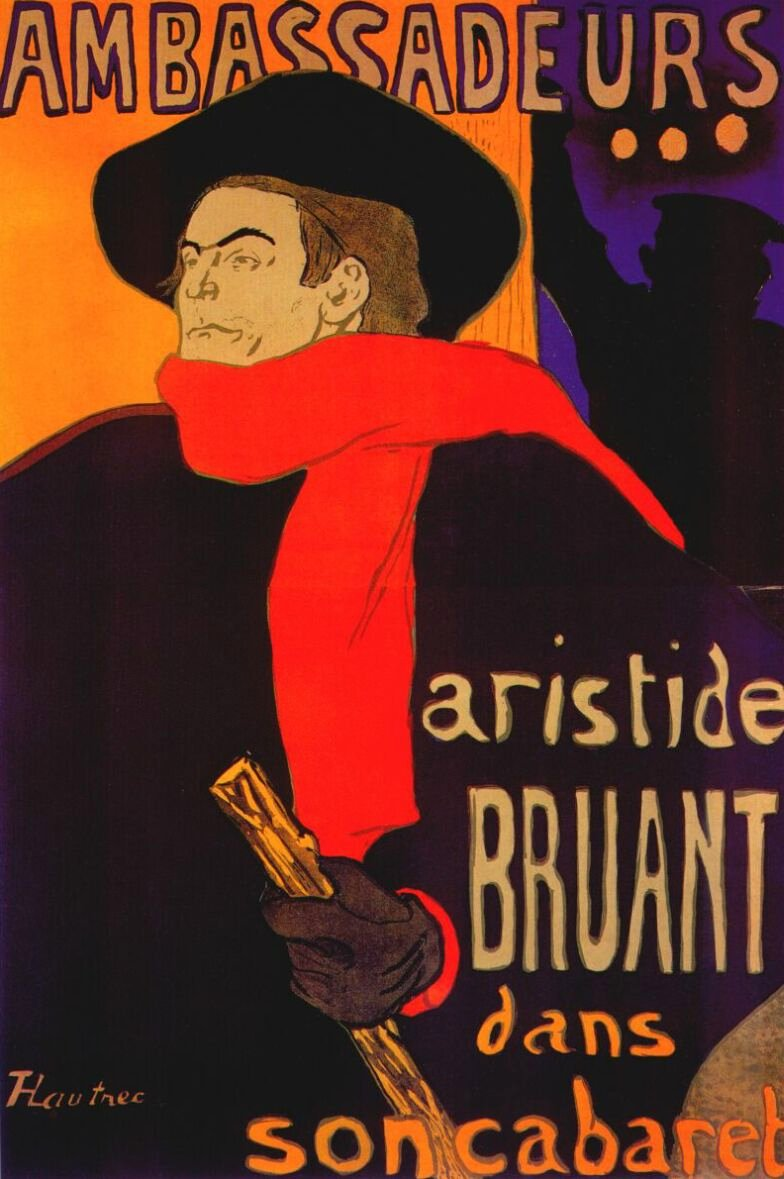
Aristide Bruant come appare nella locandina eseguita da Henri de Toulouse-Lautrec.

È conosciuto soprattutto per essere apparso in una locandina di Henri de Toulouse-Lautrec, nella quale viene rappresentato come un uomo dalla sciarpa rossa e dal cappotto nero.

## Biografia
Dopo la morte del padre, all'età di quindici anni, Louis Armand Aristide Bruant lasciò la sua città natale per cercare un lavoro altrove. Arrivò quindi nel quartiere artistico di Parigi, Montmartre, dove frequentò locali e caffè in cui poteva dare sfogo al proprio talento.
Nonostante provenisse da una famiglia benestante, ben presto imparò la lingua del popolo parlata nel quartiere e nei caffè di Montmartre, una lingua usata persino nelle sue canzoni che trattavano delle cosiddette guerre dei poveri.
Iniziò ad esibirsi a piccoli concerti e commedie organizzate da locali di quartiere, esibizioni che gli permisero di apparire nel locale Le Chat Noir, che gli diede la notorietà e gli diede l'opportunità di conoscere e diventare amico di Henri de Toulouse-Lautrec.
Nel 1885 Bruant inaugurò il suo primo locale a Montmartre chiamato Le Mirliton. Nonostante avesse ingaggiato diversi attori, egli stesso si esibì singolarmente in spettacoli da lui ideati.
Aristide Bruant morì settantacinquenne a Parigi e fu seppellito nel cimitero di Subligny, nelle vicinanze della sua città natale.
Bruant pubblicò a proprie spese alcune raccolte delle proprie canzoni e dei propri monologhi, alcune delle quali superbamente illustrate da artisti come Théophile Alexandre Steinlen, oggi molto ricercate.

## Repertorio
Alcune delle canzoni celebri di Aristide Bruant sono:
- Le Chant des Canuts (scritta nel 1894)
- Nini Peau d'Chien
- A la Bastille
- A la Villette
- Meunier tu es cocu
- A Batignolles
- Serrez Vos Rangs
- A la Roquette
- La chanson des Michetons
- A Poissy
- A la Place Maubert
- Les petits joyeux
- Belleville-Menilmontant
- La Greviste
- Le Chat noir